# Charles Quint ramassant le pinceau de Titien
Charles Quint ramassant le pinceau de Titien est un tableau peint par Pierre-Nolasque Bergeret en 1808. Il représente Charles Quint et Titien. L'œuvre est conservée au musée des beaux-arts de Bordeaux.

## Historique
Pierre-Nolasque Bergeret présente pour la première fois le tableau au Salon de 1808 (no 20 du livret de l'exposition). L'artiste présente un extrait de Félibien dans le livret de l'exposition pour expliquer le sujet de l'œuvre : 

« Le Titien étant occupé à faire le portrait de Charles-Quint, laissa tomber un de ses pinceaux ; l’empereur daigna le ramasser et le lui rendre. Vivement touché de cette marque d’honneur, ce grand peintre dit à l’Empereur en se prosternant : Sire, je ne suis pas digne d’avoir un serviteur tel que vous ; à quoi Charles-Quint répondit : le Titien mérite d’être servi par des Césars. »

Le tableau est conservé au musée des beaux-arts de Bordeaux, qui l'a acquis grâce à un legs du docteur Dutrouilh en 1847.
En 2014, il est prêté au musée des beaux-arts de Lyon dans le cadre de l'exposition L'invention du Passé. Histoires de cœur et d'épée 1802-1850.
Bergeret a également peint la Mort de Titien conservé au musée de Montargis.